# Chauvigny
 Chauvigny  es una población y comuna francesa, situada en la región de Poitou-Charentes, departamento de Vienne, en el distrito de Montmorillon y cantón de Chauvigny.
Destaca por conservar un casco histórico con varias edificaciones de época medieval. Es llamativo el conjunto de fortalezas que dan al lugar un aire militar muy característico. 
El monumento más interesante es, no obstante, la Colegiata de san Pedro, uno de los templos más armoniosos del Románico francés; fue iniciada en el siglo XII. Al exterior destaca la torre de la interseccíón del crucero y los ábsides; el límpido y luminoso interior conserva un conjunto de capiteles esculpidos con temas bíblicos, dentro de un estilo muy característico; constituyen una de las obras maestras de la escultura románica francesa.

## Demografía
| 6540 | 6653 | 6686 | 6565 | 6658 | 7025 |
| Para los censos de 1962 a 1999 la población legal corresponde a la población sin duplicidades (Fuente: INSEE [Consultar]) |      |      |      |      |      |